# Monticello d'Alba
Monticello d'Alba là một đô thị tại tỉnh Cuneo trong vùng Piedmont của Italia, vị trí cách khoảng 45 km về phía đông nam của Torino và khoảng 50 km về phía đông bắc của Cuneo. Tại thời điểm ngày 31 tháng 12 năm 2004, đô thị này có dân số 2.003 người và diện tích 10,1 km².
Monticello d'Alba giáp các đô thị: Alba, Corneliano d'Alba, Pocapaglia, Roddi, Santa Vittoria d'Alba và Sommariva Perno.